# Середній Харлун
Середній Харлун (рос. Средний Харлун) — улус Бичурського району, Бурятії Росії. Входить до складу Сільського поселення Середньохарлунське.
Населення — 395 осіб (2015 рік).